# Martin Hederos

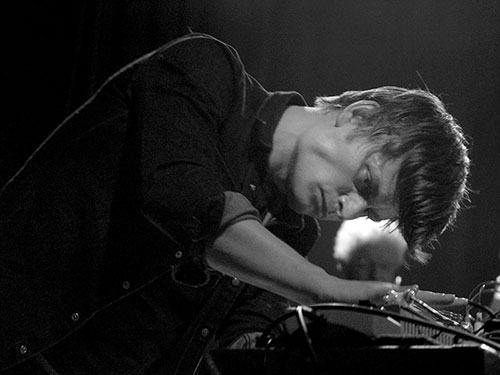
Martin Hederos

Carl Martin Hederos (* 30. Juni 1972 in Karlstad) ist ein schwedischer Fusionmusiker (Keyboards).
Hederos gründete 1992 gemeinsam mit Mattias Hellberg die Band Nymphet Noodlers und war 1995 Gründungsmitglied der einflussreichen schwedischen Rockband The Soundtrack of Our Lives, wo er an beiden Alben als Keyboarder mitwirkte und bis zur Auflösung 2012 blieb. Daneben spielte er im Duo mit Mattias Hellberg, das auch europaweit tourte, und mit Nina Ramsby. Weiterhin arbeitete er mit Weeping Willows, Johnossi, Stefan Sundström, Sofia Karlsson, Sarah Riedel und Ulf Lundell. Im Jahr 2010 holte ihn Dan Berglund in seine Band Tonbruket, aus der sich dann eine kollaborative Band entwickelte, die bisher (2020) sechs Alben vorlegte und 2012 mit der Gyllene Skivan ausgezeichnet wurde. Auch wirkte er beim großformatigen Fire! Orchestra mit.

## Diskographische Hinweise
- Hederos & Hellberg Together in the Darkness (Silence 2002)[2]
- Nina Ramsby & Martin Hederos Visorna (Amigo 2004)
- Nina Ramsby & Martin Hederos Jazzen (Amigo 2006)
- Hederos & Hellberg Bless Me (Gravitation 2013)
- Tonbruket Forevergreens (Act 2016)
- Fire! Orchestra Ritual (Rune Grammofon, 2016, mit Sofia Jernberg, Mariam Wallentin, Niklas Barnö, Susana Santos Silva, Hild Sofie Tafjord, Mats Äleklint, Mats Gustafsson, Per Åke Holmlander, Mette Rasmussen, Anna Högberg, Per „Texas“ Johansson, Jonas Kullhammar, Lotte Anker, Edvin Nahlin, Andreas Berthling, Finn Loxbo, Julien Desprez, Andreas Werliin, Johan Berthling, Mads Forby)
- Sally Wiola Sessions Volume 1 (Sally Wiola 2017, solo)
- Mats Gustafsson & Fire! Orchestra: Echoes (Rune Grammofon, 2023)